# Etrek
Etrek – miasto w południowo-zachodnim Turkmenistanie, w wilajecie balkańskim, siedziba etrapu. W 2022 roku liczyło ok. 12,5 tys. mieszkańców.
Miejscowość otrzymała status miasta w 2016 roku.